# Billedleg
|  | Denne artikel er oprettet af botten Steenthbot ud fra en ekstern database. Den kan derfor have sproglige fejl eller mangler. Denne skabelon kan fjernes efter kontrol af indholdet. |

Billedleg er en dansk dokumentarfilm fra 1965 instrueret af Gunnar Sneum efter eget manuskript.

## Handling
Om optagelsen af det kønne og udtryksfulde i hverdagsting: En lille pige, der er optaget af at iagttage det kønne og udtryksfulde i mange upåagtede hverdagsting og tilfældigheder, finder selv på at danne sære arrangementer og kønne sammensætninger af de forhåndenværende materialer. Hendes iagttagelser og æstetiske leg inspirerer hendes storebror til billedlege, i hvilke han fastholder lignende virkninger og udtryk i færdige billeder.